# 아브라함과 롯의 갈등
아브라함과 롯의 갈등(히브리어: מריבת רועי אברהם ורועי לוט, Merivat Roey Avraham Ve'Roey Lot)은 창세기의 주간 토라 부분인 레흐-레카에 나오는 사건으로, 목자들 사이의 싸움으로 인해 아브라함과 롯 (성경 인물)이 헤어지게 된 사건을 묘사한다. 이 갈등은 평화롭게 끝나며, 아브라함은 갈등을 평화적으로 해결하기 위해 자신에게 속한 약속의 땅의 일부를 양보한다. (이는 두 당사자 간에 연속적인 자원을 공평하게 나누기 위한 '분할하고 선택하기' 절차의 초기 사례를 보여준다.)

## 성경 인용
창세기 13장 5-13절에서 아브라함(당시 아브람이라고 불림)과 롯은 목자들 사이의 다툼으로 갈라선다. 이야기 초반에 롯은 아브라함이 이집트에서 돌아온 후처럼 매우 부유한 사람으로 묘사된다. 성경 본문은 이 다툼의 정확한 이유를 자세히 설명하지 않지만, 결국 아브라함은 다툼을 막기 위해 롯에게 헤어지자고 제안하고, 롯에게 두 사람 중 먼저 원하는 땅을 선택할 권리를 부여한다.

5. 아브람의 일행 롯도 양과 소와 장막이 있으므로
6. 그 땅이 그들이 동거하기에 넉넉하지 못하였으니 이는 그들의 소유가 많아서 동거할 수 없었음이니라
7. 그러므로 아브람의 가축의 목자와 롯의 가축의 목자가 서로 다투고 또 가나안 사람과 브리스 사람도 그 땅에 거주하였는지라
8. 아브람이 롯에게 이르되 우리는 한 친족이라 나나 너나 내 목자나 네 목자나 서로 다투게 하지 말자
9. 네 앞에 온 땅이 있지 아니하냐 나를 떠나가라 네가 좌하면 나는 우하고 네가 우하면 나는 좌하리라— 창세기 13장 5-9절

## 결과
13절에 소돔이 언급된 것은 롯이 잘못된 선택을 했음을 시사한다. 화자는 롯이 소돔 근처 땅을 선택한 것을 통해 싯딤 전투에서 롯이 맡은 역할, 즉 롯이 전투에서 포로로 잡혀가는 역할과 소돔과 고모라의 멸망에서 롯 (성경 인물)이 맡은 역할을 암시적으로 보여준다. 창세기 13장 12절에 따르면 롯은 소돔 근처에 장막을 친다. 14장 12절에 이르러 롯은 소돔 도시에 거주하게 된다. 소돔의 멸망은 19장에 기록되어 있다.